# For You, and Your Denial
For You, and Your Denial è il primo singolo del settimo album del gruppo pop punk Yellowcard, When You're Through Thinking, Say Yes, pubblicato il 18 gennaio 2011. La canzone è presente anche nella compilation Another Hopeless Summer 2011.